# Comuna Hvoșcivka, Slavuta
Hvoșcivka (în ucraineană Хвощівка) este o comună în raionul Slavuta, regiunea Hmelnîțkîi, Ucraina, formată din satele Besidkî și Hvoșcivka (reședința). Activitatea principală a consiliului rural este producția agricolă.

## Demografie
Componența lingvistică a comunei Hvoșcivka
     Ucraineană (99,74%)
     Alte limbi (0,26%)
Conform recensământului din 2001, majoritatea populației comunei Hvoșcivka era vorbitoare de ucraineană (99,74%), existând în minoritate și vorbitori de alte limbi.